# Lil' JJ
Lil' JJ (n. 31 de octubre de 1990) es un comediante, músico y actor estadounidense. Es más conocido por interpretar a Jordan Lewis en la serie de televisión de Nickelodeon Just Jordan.

## Filmografía
| Año          | Título                                                | Papel               | Otras notas  |
| 2005         | All That                                              | himself             | 15 episodios |
| 2005         | Yours, Mine and Ours                                  | Jimi North          |              |
| 2005         | Beauty Shop                                           | Willie              |              |
| 2006         | Ned's Declassified School Survival Guide              | Morris Adams        | 1 episodio   |
| 2006         | God's Gift                                            |                     |              |
| 2006         | Crossover                                             | Up                  |              |
| 2005–2006    | Romeo!                                                | Jason Brooks        | 9 episodios  |
| 2007–2008    | Just Jordan                                           | Jordan Lewis        |              |
| 2008         | The Secret Life of the American Teenager              | Duncan              | 7 episodios  |
| 2008         | Stepped on My J'z by Nelly Ft. Ciara & Jermaine Dupri | High School Student | Cameo        |
| 2009         | Janky Promoters                                       | Yung Semore         |              |
| 2009         | The Super Hero Squad Show                             | Luke Cage           | voz          |
| 2009-present | Men of a Certain Age                                  | DaShaun             | Main cast    |
| 2011         | Are We There Yet?                                     | Heezy               | 1 episodio   |

## Discografía
- 2009: Yo Yo

### Singles
- 2010: Party Boi

- Datos: Q1381384